# Lappavaberget
Lappavaberget är ett naturreservat i Bjurholms kommun i Västerbottens län.
Området är naturskyddat sedan 2015 och är 35 hektar stort. Reservatet omfattar toppen och sydostsluttningen av LAppavaberget och en sträcka av Öreälven nedanför. Reservatet består på toppen av hällmarker med gamla, småväxta tallar. I sluttningarna växer en skog med grov gran och asp.